# عباس کی‌منش
عباس کی‌منش با نام ادبی مشکان گیلانی (۱۳۱۴–۲۰ فروردین ۱۴۰۴) شاعر و ادب‌پٓژوه ایرانی و استاد بازنشستهٔ دانشگاه تهران بود. او دورهٔ کارشناسی زبان و ادبیات فارسی را در مدرسهٔ عالی بازرگانی گذراند و مدرک کارشناسی ارشد همین رشته را از دانشگاه تهران گرفت. او مدتی در دانشگاه دولتی لاهور و دانشگاه هانکوک سئول کره جنوبی مشغول تدریس ادبیات فارسی بود.

## کتاب‌ها
- پ‍رت‍و ع‍رف‍ان: ش‍رح اص‍طلاح‍ات ع‍رف‍ان‍ی ک‍ل‍ی‍ات ش‍م‍س‌، ت‍ه‍ران: س‍ع‍دی، ۱۳۶۶
- تصویر خیال، تهران: صفی‌علیشاه‏‫، ۱۳۸۶
- م‍ث‍ل‍ث ع‍ش‍ق: در اح‍وال، اف‍ک‍ار و آث‍ار م‍ول‍وی، س‍ع‍دی و ح‍اف‍ظ، ع‍ب‍اس ک‍ی‌م‍ن‍ش، ت‍ه‍ران: ش‍ب‍ل‍ی، ۱۳۸۲

## مقالات
- مولانا و معنی‌انگیزی او در دیوان کبیر به مضراب موسیقی، تهران ۱۳۹۳، فصلنامه تحقیقات تعلیمی و غنایی زبان و ادبیات فارسی.
- فرخی، کیمیاگر تلفیق شعر و موسیقی، تهران ۱۳۸۷ پژوهشنامه فرهنگ و ادب.
- امیرخسرو دهلوی و موسیقی دیوان او، ۱۳۸۵، پژوهش‌نامه زبان و ادبیات.
- انجمن‌های ادبی از آغاز شعر فارسی دری تا سال ۱۳۳۵، تهران ۱۳۸۴ مطالعات باستان‌شناسی،
- تأثر حافظ از عنصری و فرخی، تهران ۱۳۸۴ ماهنامه حافظ.
- پیوند شعر و موسیقی و چگونگی همخوانی اوزان با مضامین در دیوان عنصری، تهران ۱۳۸۴ مطالعات باستان‌شناسی.